# زنان عاشق (فیلم)
زنان عاشق فیلمی بریتانیایی به کارگردانی کن راسل در سال ۱۹۶۹ است که فیلم‌نامه آن را لری کرامر بر اساس رمان زنان عاشق، اثر دی اچ لارنس نوشته‌است.
داستان فیلم دربارهٔ روابط دو خواهر و دو مرد در شهری معدنی در انگلستان پس از جنگ جهانی اول است.

## جایزه‌ها
- جایزه اسکار بهترین بازیگر زن، گلندا جکسون، ۱۹۷۱[۲]
- جایزه گولدن گلوب بهترین فیلم خارجی انگلیسی‌زبان، ۱۹۷۱